# Ňandoma
Ňandoma (rusky Ня́ндома) je město v Archangelské oblasti v Ruské federaci. Žije zde přes 18 tisíc obyvatel (2023).

## Poloha a doprava
Ňandoma leží na železniční trati z Moskvy do Archangelsku, správního střediska oblasti, od kterého je vzdálena přibližně 340 kilometrů jižně. Nejbližší jiné město v okolí je Kargopol přibližně sedmdesát kilometrů západně, do kterého vede z Ňandomy silnice.

## Dějiny
Dějiny Ňandomy začínají se stavbou železniční trati z Vologdy do Archangelsku v roce 1894. Na podzim roku 1895 byl položen základní kámen zdejšího nádraží a v roce 1898 byla trať uvedena do provozu. Tento rok se považuje za oficiální založení Ňandomy.
Městem je Ňandoma od roku 1939.
Dne 12. února 2011 došlo k havárii ústřední městské kotelny a ve 30stupňovém mrazu zůstalo více než 7 tisíc lidí bez tepla.

## Podnebí
Zima zde trvá až 250 dní a je doprovázena silnými větry a chladným počasím. Průměrná teplota v zimním období se pohybuje kolem −26 °C, v létě 15 °C. Sníh padá na konci října a zůstává většinou do přelomu dubna května. Počasí je zde náchylné k náhlým změnám. Největší množství srážek spadne na podzim.

## Rodáci
- Anatolij Leonidovič Bučačenko (*1935), chemik

## Partnerská města
- Severodvinsk, Rusko (2010)